# Cal Riera (Puig-reig)
|  | No s'ha de confondre amb Can Riera. |

Cal Riera, coneguda també com a Colònia Manent, és una colònia tèxtil a Puig-reig (Berguedà), inclosa en l'Inventari del Patrimoni Arquitectònic de Catalunya.

## Història
El 1856, Josep Riera, propietari de la masia de Cal Riera (coneguda com a «Casa Gran»), va demanar permís per a fer servir l'aigua del Llobregat per a moure una serradora i una fàbrica de filats i teixits de cotó que volia construir en uns terrenys de la seva propietat. El cabdal de 3.027 l/s es captaria en una resclosa de 3,20 m i un canal de derivació de 3,60 m que tindria dos salts d'aigua: un per a la serradora, de 4,368 m i una força de 97 CV, i un altre per a la fàbrica, de 5,5 m i 121 CV.
El 1871, Climent Marsinyach demanà permís per convertir la serradora en un molí fariner, variant l'emplaçament de la fàbrica de tèxtil i substituint la resclosa de fusta per una de pedra i ciment. Les noves instal·lacions requerien una inversió considerable i responien a un projecte industrial més ambiciós, i el 1902, la seva filla Margarida Marsinyach i Riera, pubilla del mas, vengué per 110.000 pessetes la finca, el dret a utilitzar l'aigua i la fàbrica i el canal a la societat Massana, Vilaseca i Llibre (Successors de Pere Manent), els socis de la qual eren Margarida Massana i Manent (1858-1915), el seu marit Antoni Llibre i Mora (†1904), fabricants i residents a Barcelona, i el gerent Marià Vilaseca i Basachs (†1916), de Sallent.
L'any següent, la societat va demanar permís per a ampliar-ne la concessió hidràulica. Les obres van començar per la resclosa, 1,5 m més alta que l'existent, i tot seguit, la resta d'infraestructures i edificis de la colònia, els habitatges dels treballadors i la torre del director, inaugurada el 1904. El 1905, el padró de Puig-reig hi registrava 180 habitants, parelles joves amb fills en edat escolar o que ja s'havien incorporat a la fàbrica. El 1910, ja hi funcionava el forn de pa, regentat per Valentí Torres i Solé, de Navarcles.
La mort dels socis fundadors va provocar canvis en el nom i l'accionariat de la societat. Sota la direcció dels Manent (o Manén, tal com l'escrivien), es construí el Casal, inaugurat el 1922 i centre de les activitats socials, culturals i d'oci de la colònia, on també s'instal·là la botiga, la cooperativa i la primera escola.
Durant els anys 1950 i 1960, Cal Riera va ser una de les colònies del Berguedà on arribaren més treballadors vinguts de diferents punts d'Espanya, especialment d'Andalusia, Extremadura, Múrcia o Castella. Això motivà la construcció de l'església, la nova escola i el camp de futbol, així com nous blocs d'habitatges al sector de tramuntana (carrers de Santa Isabel, Sant Enric i Sant Antoni Maria Claret). L'escola va funcionar fins als anys 1970, quan va ser tancada i els nens es van haver de traslladar a Puig-reig o a Navàs; aleshores, moltes famílies abandonaren els habitatges, ja molt envellits per la manca de manteniment.
El despoblament fou accentuat per la davallada dels serveis i quan la fàbrica va tancar el 1979, hi treballaven 370 persones, però hi vivien moltes menys. La fàbrica fou adquirida per l'industrial berguedà Joan Gonfaus, que hi instal·là  una moderna filatura de cotó, que encara es manté activa. Els habitatges dels carrers de Santa Isabel i Sant Antoni Maria Claret foren adjudicats en subhasta a un grup inversor que els va rehabilitar i els va vendre als residents, però la resta d'habitatges i edificis són propietat d'una empresa barcelonina i en avançat procés de degradació.

## Descripció
És una colònia de dimensions modestes, distribuïda en dos nivells. Al nivell inferior, al costat del riu i al sud de la colònia, hi ha la fàbrica, i al nivell superior, a la part nord, la colònia obrera amb els edificis d'habitatges per als obrers, i els equipaments i serveis, un antic teatre o casino, actualment en estat ruïnós, l'església de la Mare de Déu de Montserrat i la torre de l'amo.

## Galeria d'imatges

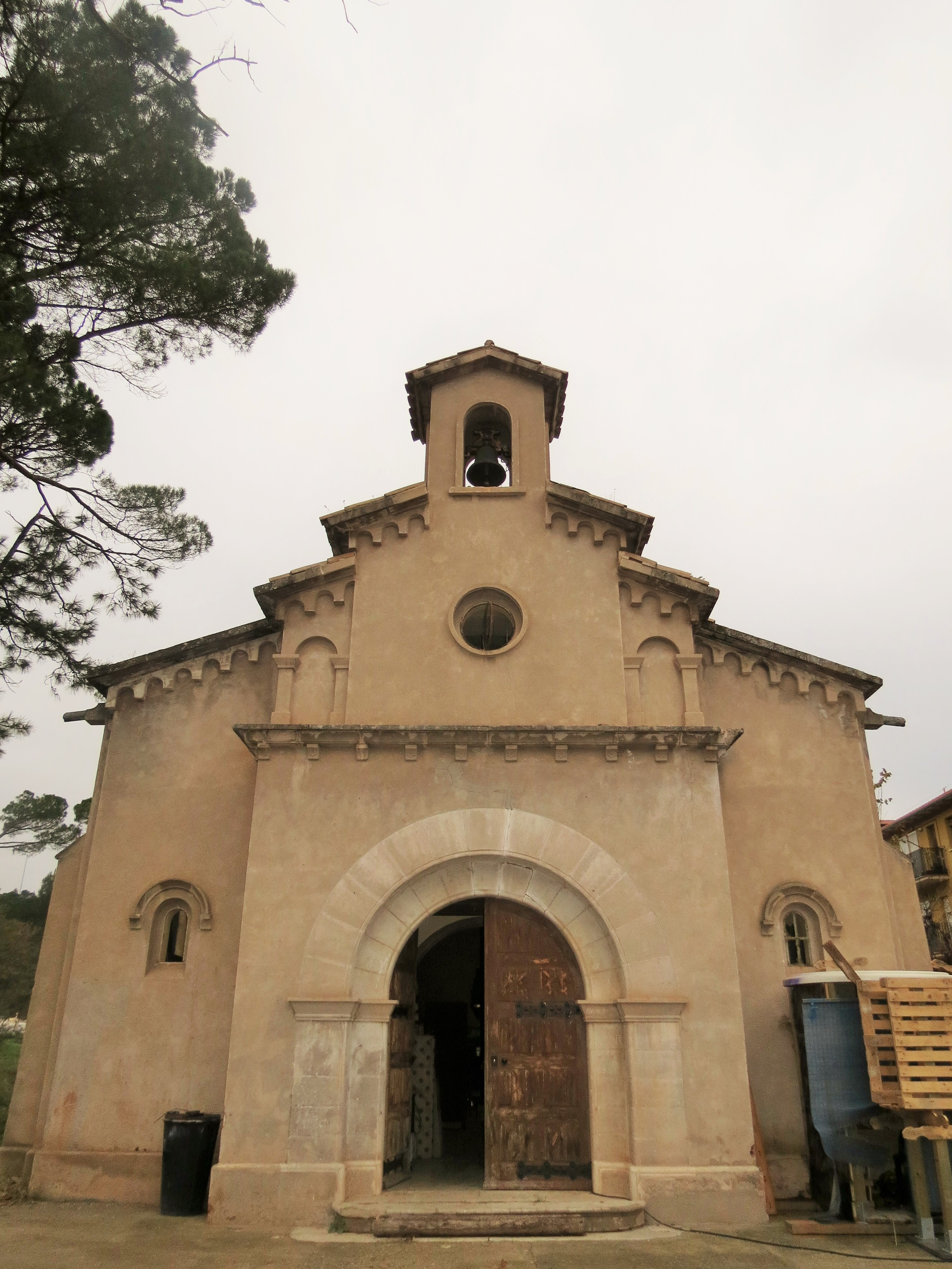
Mare de Déu de Montserrat de Cal Riera
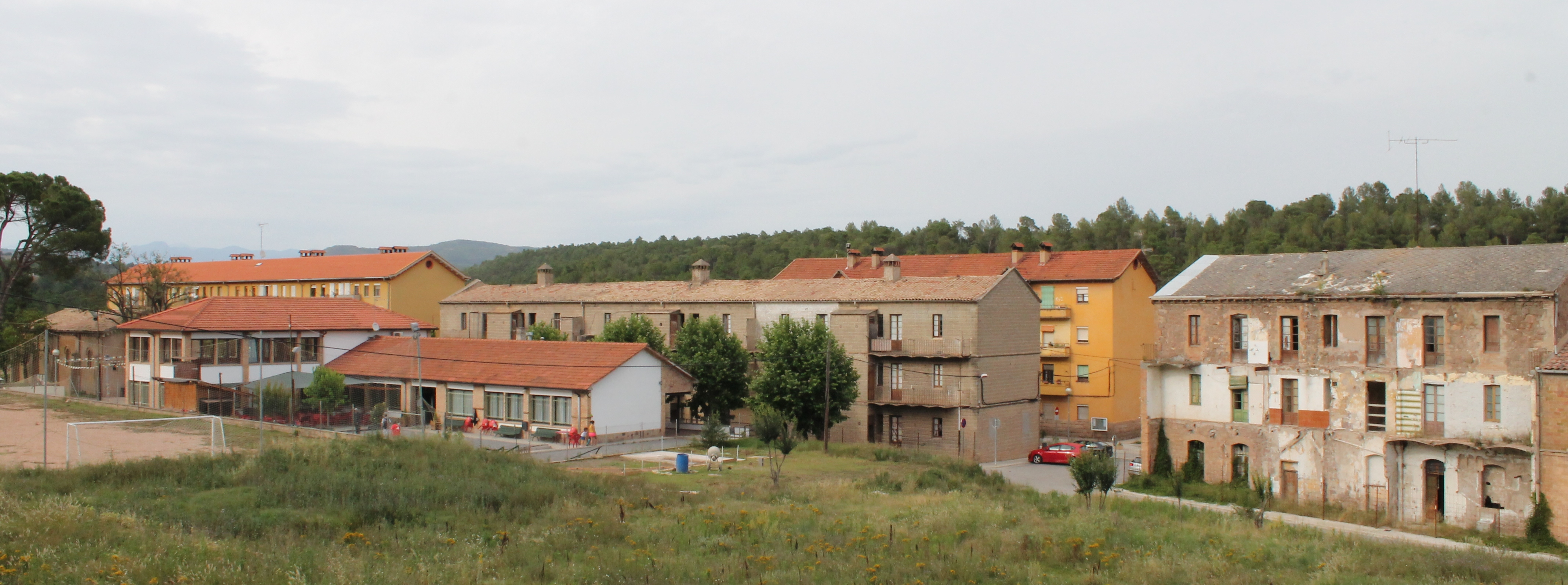
Cal Riera, municipi de Puig-reig